# Hejőbába
Hejőbába är en ort i Ungern.   Den ligger i provinsen Borsod-Abaúj-Zemplén, i den nordöstra delen av landet, 150 km öster om huvudstaden Budapest. Hejőbába ligger 93 meter över havet och antalet invånare är 1 949.
Terrängen runt Hejőbába är mycket platt. Runt Hejőbába är det ganska tätbefolkat, med 78 invånare per kvadratkilometer. Närmaste större samhälle är Mezőcsát, 9,6 km söder om Hejőbába. Trakten runt Hejőbába består till största delen av jordbruksmark.